# Sancho II de Castilla
Sancho II de Castilla, llamado «el Fuerte» (Zamora, 1038 o 1039-ibíd., 7 de octubre de 1072), fue el primer rey de Castilla, entre 1065 y 1072 y, por conquista, de Galicia (1071-1072) y de León (1072). Consiguió reunificar la herencia de su padre Fernando I de León. Sin embargo, no disfrutó mucho tiempo de ello, puesto que murió meses después en el cerco de Zamora, heredando los tres reinos unidos su hermano Alfonso.

## Orígenes familiares
Hijo varón primogénito del rey Fernando I de León y de su esposa, la reina Sancha de León, fue el primer vástago nacido cuando sus padres eran ya reyes de León. Sus hermanos fueron Alfonso VI de León, las infantas Elvira de Toro y Urraca de Zamora, y el rey García de Galicia, a quien despojó del trono gallego. Pasó los primeros años en Castilla donde aparece confirmando documentos en varios monasterios.
Su padre lo destinó a la frontera oriental del reino de Castilla entre 1060 y 1065. En 1063 dirigió una expedición de ayuda al sultán de la Taifa de Zaragoza Al-Muqtadir en la batalla de Graus contra Ramiro I de Aragón, quien falleció en la batalla. Dos años más tarde participó junto a su padre en una batalla contra Zaragoza por su negativa a pagar las parias y, desde allí, partieron con el objetivo de sitiar Valencia, aunque la enfermedad de su padre Fernando les hizo regresar a León.

## Ascenso al trono
Como hijo primogénito, le habría correspondido heredar la totalidad de los reinos de sus padres. Sin embargo, a finales de 1063, Fernando I convocó una Curia Regia para dar a conocer sus disposiciones testamentarias en las cuales, siguiendo la ley navarra, decidió repartir su patrimonio entre sus hijos:
- A Sancho le correspondió el estado patrimonial de su padre, el Condado de Castilla, elevado a categoría de reino, y las parias sobre el reino taifa de Zaragoza.[5]
- A su hermano Alfonso, el favorito de su padre, le correspondió el Reino de León que llevaba incorporado el título de emperador y los derechos sobre el reino taifa de Toledo.[5]
- A su hermano García le correspondió el Reino de Galicia creado a tal efecto y los derechos sobre los reinos taifas de Sevilla y de Badajoz.[5]
- A sus hermanas Urraca y a Elvira les correspondió el infantazgo, o sea «el patronato y las rentas de todos los monasterios pertenecientes al patrimonio regio»[6] con la condición de que no podrían contraer matrimonio.[7].

## Reinado
Tras acceder al trono castellano el 27 de diciembre de 1065, nombró alférez a Rodrigo Díaz el Campeador y una de sus primeras acciones fue renovar el vasallaje del rey de la taifa de Zaragoza, Al-Muqtadir, para lo cual puso sitio a la ciudad en 1067, acto que le llevaría en 1068 a participar en la conocida como Guerra de los tres Sanchos que le enfrentaría a sus primos Sancho Garcés IV de Pamplona y Sancho Ramírez de Aragón, y que le permitió recuperar parte de los territorios fronterizos con el Reino de Pamplona que habían sido conquistados por los navarros.
El reparto de la herencia entre todos los hijos de Fernando I nunca satisfizo a Sancho, que siempre se consideró como el único heredero legítimo, por lo que inmediatamente se movilizó para intentar hacerse con los reinos que habían correspondido a sus hermanos en herencia. Se inicia así un periodo de siete años de guerras protagonizadas por los tres hijos varones de Fernando I.
Al fallecer en 1067 la reina Sancha se iniciaron las disputas con su hermano Alfonso, al que se enfrentó el 19 de julio de 1068 en Llantada en un juicio de Dios, en el que ambos hermanos pactan que el que resultase victorioso obtendría el reino del derrotado. Aunque Sancho venció, Alfonso no cumplió con lo acordado, a pesar de lo cual las relaciones entre ambos se mantienen como demuestra el hecho de que Alfonso acudiera, el 26 de mayo de 1069, a la boda de Sancho con una noble inglesa llamada Alberta y donde ambos decidieron unirse para hacerse con el reino de Galicia que le había correspondido a García, el menor de los hijos de Fernando el Grande, contando con la aceptación de sus hermanas Urraca y Elvira, así como de la nobleza de ambos reinos.
Con la complicidad de su hermano Alfonso, Sancho entró en Galicia y, tras derrotar a su hermano García, lo apresó en Santarém encarcelándolo en el castillo de Burgos hasta que es exiliado a la taifa de Sevilla. Tras eliminar a su hermano, Alfonso y Sancho se titulan reyes de Galicia en 1071 y firman una tregua que se mantendrá durante tres años. La tregua se rompe cuando Sancho, que no renuncia al reino de León, que entre otras cosas llevaba aparejado el título imperial, marcha contra su hermano con un ejército al mando de su brazo derecho el Cid que derrota al ejército leonés en la batalla de Golpejera en 1072. Mientras que su hermano Alfonso es trasladado preso a Burgos, Sancho entra en León y es coronado como rey de León el 12 de enero de 1072, a pesar de la negativa del obispo de León y de la nobleza, con lo que vuelve a unificar en su persona el reino que su padre había dividido. Tras encarcelar a Alfonso, la mediación de su hermana Urraca hizo que le permitiera instalarse en el Monasterio de Sahagún, de donde el leonés huyó, temiendo por su vida, refugiándose en la corte de su vasallo el rey al-Mamún de Toledo. La nobleza leonesa estaba descontenta con el castellano, y su miembro más destacado, Pedro Ansúrez, siguió a Alfonso al exilio.

En Zamora se reunieron numerosos nobles contrarios a Sancho que apoyaron a su hermana Urraca, propietaria de la ciudad. Consciente del peligro que esto suponía para su gobierno, Sancho reunió a su ejército y marchó hacia la ciudad, pasando por Carrión de los Condes donde se le negó acceso y ayuda para sus huestes. Según el relato recogido en la Crónica najerense, que podría provenir de un cantar de gesta, Sancho II fue asesinado por Vellido Dolfos mientras llevaba a cabo el cerco de Zamora, donde se hallaba su hermana la infanta Urraca de Zamora, el 7 de octubre de 1072. El lugar del ataque regicida es señalado con una cruz de piedra en una pared y el de la muerte con la Cruz del Rey Don Sancho en un menhir.

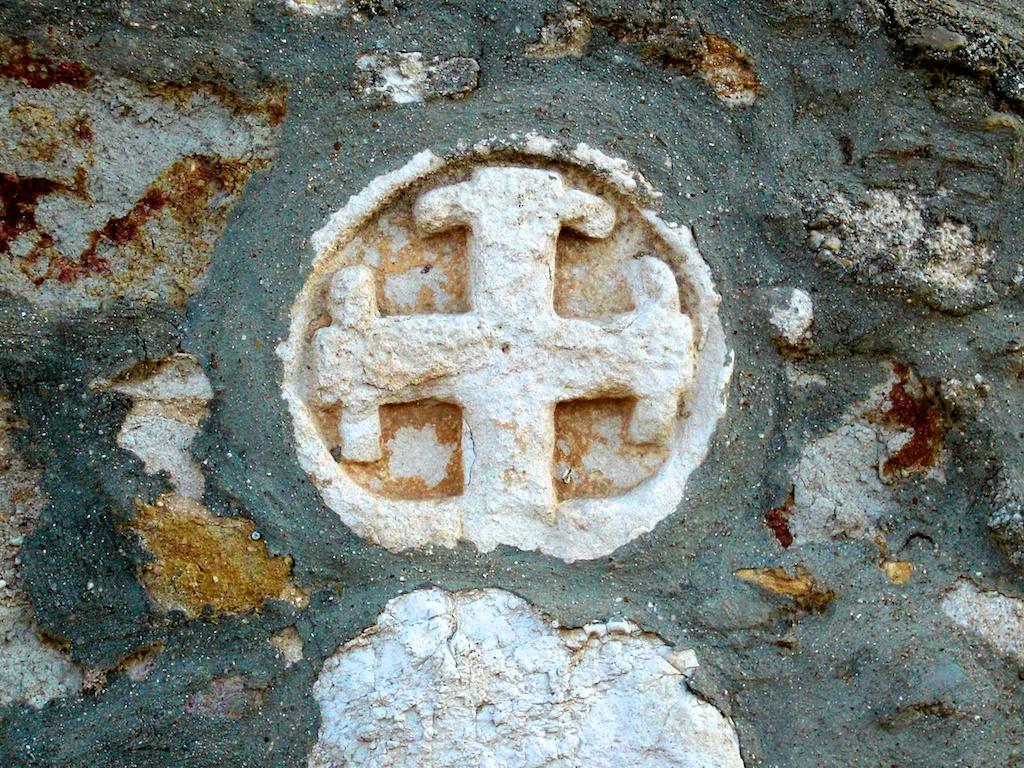
Cruz que marca el lugar donde fue atacado en Zamora.

## Sepultura

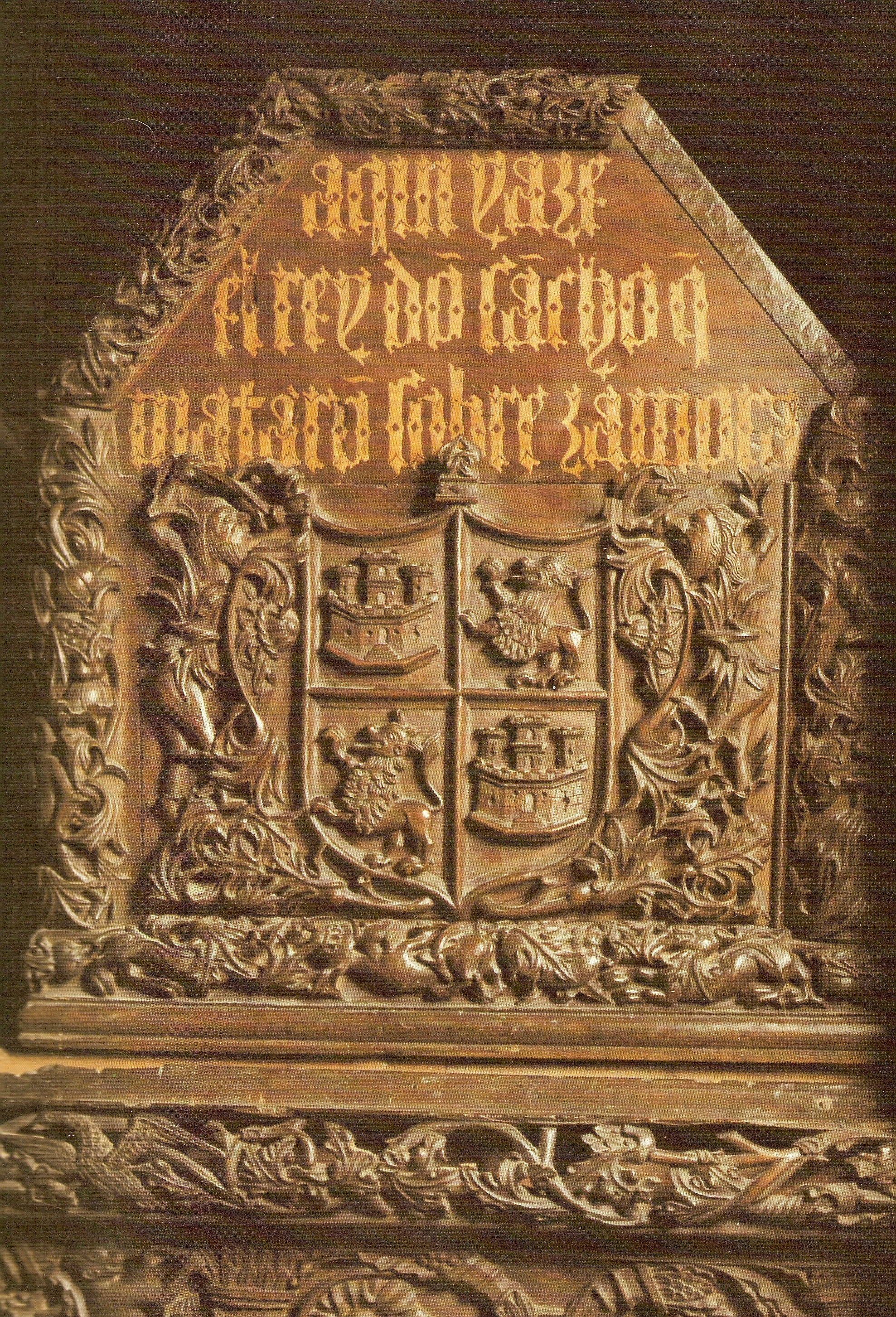
Sepulcro del rey Sancho en el monasterio de San Salvador de Oña

El 26 de agosto de 1066, Sancho había señalado al monasterio de San Salvador de Oña para su sepultura, otorgándole el derecho para poblar la villa de Piérnagas y para darle el fuero que quisiese, gozando de exención de derechos reales. Obedeciendo sus disposiciones, recibió sepultura en dicho monasterio. El sarcófago de madera que contiene sus restos está situado bajo el baldaquino del lado de la Epístola, en la iglesia del Monasterio de Oña, junto a los de sus abuelos paternos, el rey Sancho Garcés III el Mayor de Pamplona y su esposa, la reina Muniadona de Castilla, estando colocados los sarcófagos sobre una superficie decorada con motivos vegetales y animales exóticos.
El sarcófago que contiene los restos del rey Sancho, es de forma rectangular, siendo su cubierta piramidal y de madera de nogal. En la base del arca hay un zócalo con decoración vegetal y animalística, y en los lados mayores aparecen sendos escudos, rodeados por círculos que enmarcan cuadrilóbulos. Las vertientes de la cubierta están ornamentadas con centauros, rodeados por abundante decoración, que recubre todo el sarcófago. En la zona correspondiente a la cabecera del sarcófago se encuentra colocado el escudo cuartelado de Castilla y León, entre tenantes que portan mazas en sus manos, y en el espacio existente sobre el escudo figura, en madera taraceada de distinto tono, la siguiente inscripción: 

aqui yaze el rey dõ ſãcho que matarõ ſobre zamora
Aquí yace el rey don Sancho que mataron sobre Zamora.

## Sancho II en la literatura

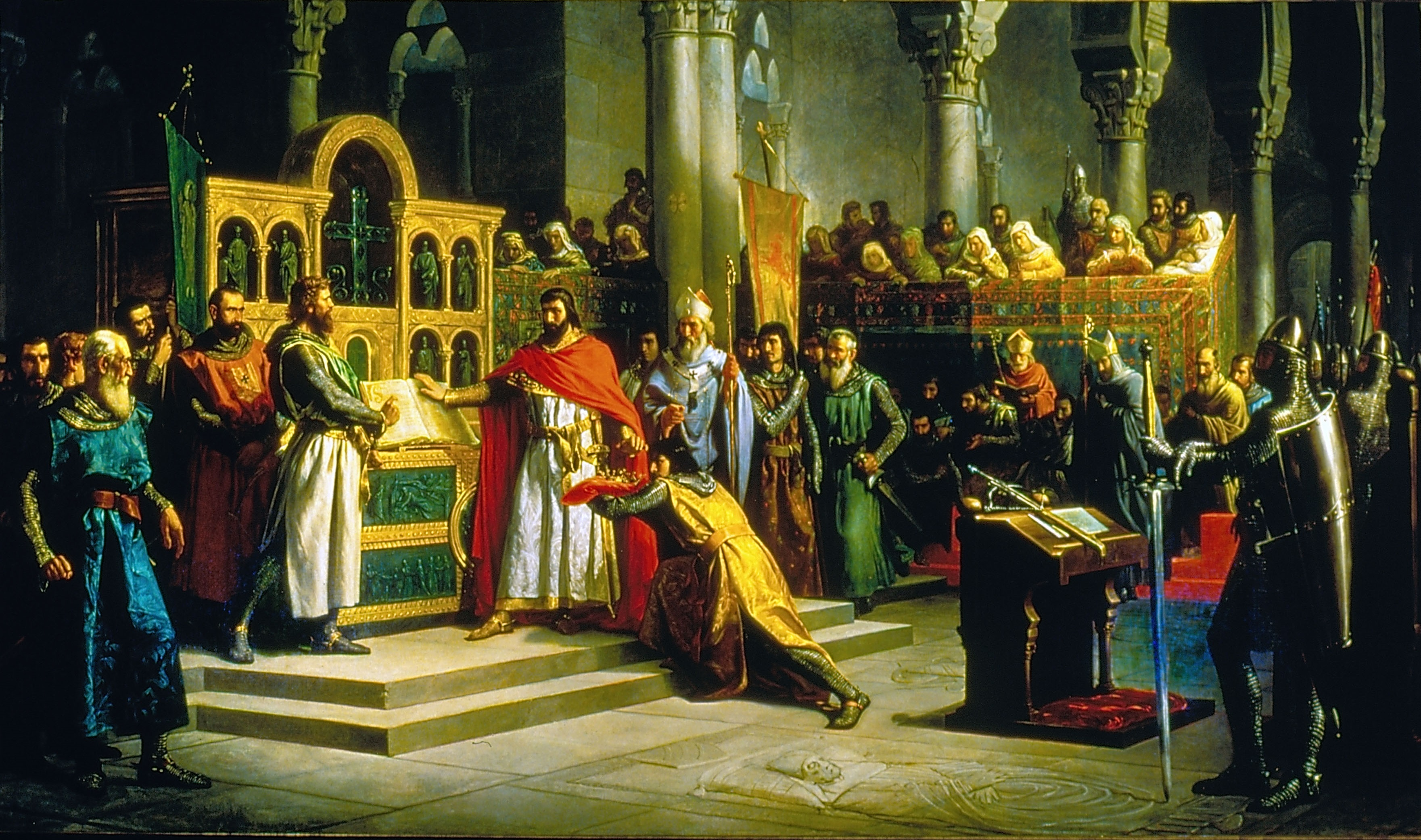
Jura de Santa Gadea, de Marcos Hiráldez de Acosta. 1864. (Palacio del Senado de España, Madrid).

Según la tradición recogida en la Crónica najerense, en el último cuarto del siglo XII, al saber de la participación de su hermana, la infanta Urraca de Zamora, en la huida de su hermano Alfonso hacia el reino de Toledo, un iracundo Sancho puso sitio a Zamora, centro de la oposición a su nuevo gobierno y gobernada por su hermana Urraca.
Durante el cerco de Zamora, un noble zamorano, Vellido Dolfos, se presentó ante el rey como desertor y con la excusa de mostrarle los puntos débiles de las murallas, lo separó de su guardia y consiguió acabar con su vida. Este suceso fue recogido por la literatura medieval en el hipotético Cantar de Sancho II, cuya existencia podría deducirse a partir del pasaje narrado en la Crónica najerense que podría remitir a la prosificación de un cantar de gesta perdido, aunque hispanistas como Colin Smith, Georges Martin o Alberto Montaner Frutos dudan de que el episodio de la crónica najerense tenga su origen en cantares de gesta no conservados.
El Cantar de mio Cid no alude a la leyenda de la «Jura de Santa Gadea». Este episodio aparece por primera vez en crónicas castellanas del siglo XIV. Podrían tener como fuente un cantar de gesta perdido datable a fines del siglo XIII. Este episodio literario se transmitió desde el siglo XV refundido en romances de estilo épico.
| Predecesor: Fernando I | Rey de Castilla 1065-1072                     | Sucesor: Alfonso VI |
| Predecesor: García     | Rey de Galicia (junto a Alfonso VI) 1071-1072 | Sucesor: Alfonso VI |
| Predecesor: Alfonso VI | Rey de León 1072                              | Sucesor: Alfonso VI |